# آپاچ‌تورنا
آپاچ‌تورنا (به مجاری: Apácatorna) یک شهرداری در مجارستان است که در وسپرم واقع شده‌است. آپاچ‌تورنا ۷٫۲۹ کیلومتر مربع مساحت و ۱۸۳ نفر جمعیت دارد.